# Эйлерова характеристика
Эйлерова характеристика или характеристика Эйлера — Пуанкаре — целочисленная характеристика топологического пространства.
Эйлерова характеристика пространства {\displaystyle X} обычно обозначается {\displaystyle \chi (X)}.
Она находит применения в классификации топологических пространств, кристаллографии и алгоритмах компьютерной графики.

## Определения
- Для конечного клеточного комплекса (в частности, для конечного симплициального комплекса) эйлерова характеристика может быть определена как знакопеременная сумма
{\displaystyle \chi =k_{0}-k_{1}+k_{2}-...,}

где {\displaystyle k_{i}} обозначает число клеток размерности {\displaystyle i}.
- Эйлерова характеристика произвольного топологического пространства может быть определена через числа Бетти {\displaystyle b_{n}} как знакопеременная сумма:
{\displaystyle \chi =b_{0}-b_{1}+b_{2}-b_{3}+\,...}

Это определение имеет смысл только если все числа Бетти конечны и обнуляются для всех достаточно больших индексов.
- Последнее определение обобщает предыдущее и обобщается на другие гомологии с произвольными коэффициентами.

## Свойства
- Эйлерова характеристика является гомотопическим инвариантом; то есть сохраняется при гомотопической эквивалентности топологических пространств.
  - В частности, эйлерова характеристика есть топологический инвариант.
- Эйлерова характеристика любого замкнутого многообразия нечётной размерности равна нулю[1].
- Эйлерова характеристика произведения топологических пространств M и N равна произведению их эйлеровых характеристик:

{\displaystyle \chi (M\times N)=\chi (M)\cdot \chi (N).}

### Эйлерова характеристика полиэдров
- Эйлерова характеристика двумерных топологических полиэдров может быть посчитана по формуле {\displaystyle \chi =\Gamma -\mathrm {P} +\mathrm {B} ,} где Г, Р и В суть числа граней, рёбер и вершин соответственно. В частности, для односвязного многогранника верна формула Эйлера:
{\displaystyle \Gamma -\mathrm {P} +\mathrm {B} =\chi (S^{2})=2.}

Например, Эйлерова характеристика для куба равна 6 − 12 + 8 = 2, а для треугольной пирамиды 4 − 6 + 4 = 2.

### Формула Гаусса — Бонне
Для компактного двумерного ориентированного риманова многообразия (поверхности) {\displaystyle S} без границы существует
формула Гаусса — Бонне, связывающая эйлерову характеристику {\displaystyle \chi (S)} с гауссовой кривизной {\displaystyle K} многообразия:
{\displaystyle \int \limits _{S}K\;d\sigma =2\pi \chi (S),}
где {\displaystyle d\sigma } — элемент площади поверхности {\displaystyle S}.
- Существует обобщение формулы Гаусса — Бонне для двумерного многообразия с краем.
- Существует обобщение формулы Гаусса — Бонне на чётномерное риманово многообразие, известная, как теорема Гаусса — Бонне — Черна или обобщённая формула Гаусса — Бонне.
- Существует также дискретный аналог теоремы Гаусса — Бонне, гласящий, что Эйлерова характеристика равна сумме дефектов полиэдра, делённой на {\displaystyle 2\pi }[2].
- Существует комбинаторные аналоги формулы Гаусса — Бонне.

## Ориентируемые и неориентируемые поверхности
Эйлерова характеристика замкнутой ориентируемой поверхности связана с её родом g (числом ручек, то есть числом торов в связной сумме, представляющей эту поверхность) соотношением
{\displaystyle \chi =2-2g.\ }
Эйлерова характеристика замкнутой неориентируемой поверхности связана с её неориентируемым родом k (числом проективных плоскостей в связной сумме, представляющей эту поверхность) соотношением
{\displaystyle \chi =2-k.\ }

## Величина эйлеровой характеристики
| Название                            | Вид | Эйлерова характеристика |
| ----------------------------------- | --- | ----------------------- |
| Отрезок                             |     | 1                       |
| Окружность                          |     | 0                       |
| Круг                                |     | 1                       |
| сфера                               |     | 2                       |
| Тор (произведение двух окружностей) |     | 0                       |
| Двойной тор                         |     | −2                      |
| Тройной тор                         |     | −4                      |
| Вещественная проективная плоскость  |     | 1                       |
| Лента Мёбиуса                       |     | 0                       |
| Бутылка Клейна                      |     | 0                       |
| Две сферы (несвязные)               |     | 2 + 2 = 4               |
| Три сферы                           |     | 2 + 2 + 2 = 6           |

## История
В 1752 году Эйлер опубликовал формулу, связывающую между собой количество вершин, граней и рёбер трёхмерного многогранника. В оригинальной работе формула приводится в виде
{\displaystyle S+H=A+2,}
где S — количество вершин, H — количество граней, A — количество рёбер.
Ранее эта формула встречается в рукописях Рене Декарта, опубликованных в XVIII в.
В 1812 году Симон Люилье распространил эту формулу на многогранники с «дырками» (например, на тела наподобие рамы картины). В работе Люилье в правую часть формулы Эйлера добавлено слагаемое {\displaystyle (-2g),} где {\displaystyle g} — количество дырок («род поверхности»). Проверка для картинной рамы: 16 граней, 16 вершин, 32 ребра, 1 дырка: {\displaystyle 16+16=32+2-2\cdot 1.}
В 1899 году Пуанкаре обобщил эту формулу на случай N-мерного многогранника:
{\displaystyle \sum _{i=0}^{N-1}{(-1)}^{i}A_{i}=1+{(-1)}^{N-1},}
где {\displaystyle A_{i}} — количество i-мерных граней N-мерного многогранника.
Если считать сам многогранник своей собственной единственной гранью размерности N, формулу можно записать в более простом виде:
{\displaystyle \sum _{i=0}^{N}{(-1)}^{i}A_{i}=1.}

## Вариации и обобщения
- Уравнения Дена — Сомервиля — полный набор линейных соотношений на количество граней разных размерностей у простого многогранника.